# Susto
El susto, sobresalto o reacción de alarma es una respuesta de la mente y del cuerpo a un estímulo repentino e inesperado, como puede ser la luz de un flash, un sonido ruidoso o un movimiento rápido cerca de la cara. En el caso de los humanos, la reacción incluye un movimiento físico al margen del estímulo, una contracción de los músculos de los brazos y piernas y a menudo un parpadeo. También se dan cambios en la presión sanguínea y en la respiración. Las reacciones musculares son cosa de unos pocos segundos, pero las demás reacciones requieren de más tiempo para que desaparezcan. Un reacción exagerada se denomina hiperecplexia (o hyperekplexia) y se aprecia a menudo en pacientes con trastorno por estrés postraumático (TEPT).

## Susto acústico
Los pasos para esta respuesta fueron ampliamente aclarados con ratas en los años 1980.
El proceso básico sigue el camino auditivo desde el oído hacia arriba al núcleo del lemnisco lateral, desde donde activa entonces un centro motor en la formación reticular. Este centro envía proyecciones descendentes a neuronas motor inferiores de los miembros.
En términos más concretos esto corresponde a: oído (coclea)->par craneal VIII (auditorio)->núcleo coclear (ventral/inferior) -> lemnisco lateral -> núcleo reticular pontino caudal. Todo el proceso tiene una latencia inferior a 10 ms. No hay ninguna implicación del colículo superior/rostral o inferior/caudal en la reacción que "contrae" los miembros posteriores, pero estos pueden ser importantes para el ajuste del pabellón auricular, ya que miran hacia la dirección del sonido o del parpadeo asociado.